# 滝上隆司
滝上 隆司（たきがみ たけし、1925年10月2日 - 2007年5月17日）は、日本の実業家。

## 経歴
東京都出身。1947年に早稲田大学商学部を卒業し、同年に小田急電鉄に入社。取締役、事業本部長、常務、専務を経て、1990年6月に副社長に就任し、1991年から1997年までに社長を務めた。
箱根登山鉄道社長、小田急百貨店取締役、神奈川中央交通取締役、小田急不動産取締役、日本民営鉄道協会副会長なども歴任した。
1988年6月に運輸大臣表彰を受け、1990年11月に藍綬褒章を受章した。
2007年5月17日、呼吸不全のために死去。81歳没